# Sis dies de Buenos Aires
Els Sis dies de Buenos Aires era una cursa de ciclisme en pista, de la modalitat de sis dies, que es corria a Buenos Aires (Argentina). La seva primera edició data del 1936 i es va disputar fins al 2000 amb diferents parèntesi.

## Palmarès
| Any      | Primers                              | Segons                              | Tercers                                   |
| -------- | ------------------------------------ | ----------------------------------- | ----------------------------------------- |
| 1936     | Antonio Prior · Rafael Ramos         | Bobby Echeverria · Jack Sheehan     | Willy Korsmeier · Karl Kretschmer         |
| 1937 (1) | Gottfried Hürtgen · Karl Göbel       | Vicente Demetrio · Antonio Prior    | Willy Korsmeier · Luciano Montero         |
| 1937 (2) | Gottfried Hürtgen · Karl Göbel       | Gino Banbagiotti · Ferdinand Grillo | Jean Van Buggenhout Michel Van Vlockhoven |
| 1938     | No disputats                         |                                     |                                           |
| 1939     | Remigio Saavedra Camiel Dekuysscher  | Ferdinand Grillo · Raffaele Di Paco | Karl Göbel · Gottfried Hürtgen            |
| 1940     | Gottfried Hürtgen · Raffaele Di Paco | Erland Christensen Mario Mathieu    | Roger Deneef Constant Huys                |
| 1941     | No disputats                         |                                     |                                           |
| 1942     | Fernand Wambst · Antonio Bertola     | Mario Mathieu Remigio Saavedra      | Constant Huys Frans Slaats                |
| 1943     | Remigio Saavedra Mario Mathieu       | Antonio Bertola · Raffaele Di Paco  | Constant Huys Frans Slaats                |
| 1944     | Frans Slaats Raffaele Di Paco        | Mario Mathieu Remigio Saavedra      | Antonio Bertola · Constant Huys           |
| 1945     | Remigio Saavedra Mario Mathieu       | Antonio Bertola · Raffaele Di Paco  | Constant Huys · Bruno Loatti              |
| 1946     | Émile Ignat Gilbert Doré             | Ángel Castellani Mario Mathieu      | Raoul Breuskin Emile Bruneau              |
| 1947     | Alvaro Giorgetti Antonio Bertola     | Gilbert Doré Émile Ignat            | Emile Bruneau Remigio Saavedra            |
| 1948     | Ángel Castellani Antonio Bertola     | Alvaro Giorgetti Robert Vercellone  | Alejandro Fombellida · Raoul Martin       |
| 1949     | Alvaro Giorgetti Robert Vercellone   |                                     | Antonio Bertola Ángel Castellani          |
| 1949     | Raoul Martin · Alejandro Fombellida  |                                     | Antonio Bertola Ángel Castellani          |
| 1950-55  | No disputats                         |                                     |                                           |
| 1956     | Héctor Acosta Bruno Sivilotti        | Antonio Alexandre Rodolfo Caccavo   | Elvio Giacche Óscar Giacche               |
| 1957     | No disputats                         |                                     |                                           |
| 1958     | Fausto Coppi Jorge Batiz             | Alfred Esmatges · Gabriel Saura     | Antonio Alexandre Ramon Vázquez           |
| 1959     | Jorge Batiz Mino De Rossi            | Jacques Bellenger Bernard Bouvard   | Antonio Alexandre Dulio Biganzoli         |
| 1960     | Enzo Sacchi Ferdinando Terruzzi      | Jorge Batiz Ramon Vázquez           | Bernard Bouvard Jean Raynal               |
| 1961     | Miquel Poblet · Jorge Batiz          | Leandro Faggin Guido Messina        | Manfred Donike Edy Gieseler               |
| 1963     | Ricardo Senn Jorge Batiz             | Guillem Timoner · Francesc Tortellà | Willy Altig Leo Sterckx                   |
| 1964     | Ricardo Senn Jorge Batiz             | Gustav Kilian Robert Lelangue       | Carlos Roqueiro Mino De Rossi             |
| 1965-82  | No disputats                         |                                     |                                           |
| 1983     | Willy Debosscher Stefan Schröpfer    | Avelino Perea Modesto Urrutibeazcoa | Marcelo Alexandre Eduardo Trillini        |
| 1984     | Roman Hermann Eduardo Trillini       | Avelino Perea Modesto Urrutibeazcoa | Willy Debosscher Rene Kos                 |
| 1985-86  | No disputats                         |                                     |                                           |
| 1987     | Marcelo Alexandre Eduardo Trillini   |                                     |                                           |
| 1988-92  | No disputats                         |                                     |                                           |
| 1993     | Marcelo Alexandre Danny Clark        | Gabriel Curuchet Juan Curuchet      | Hugo Patissoli Erminio Suárez             |
| 1994-98  | No disputats                         |                                     |                                           |
| 1999     | Juan Curuchet Gabriel Curuchet       | Adriano Baffi Andrea Collinelli     | Jimmi Madsen Bruno Risi                   |
| 2000     | Juan Curuchet Gabriel Curuchet       | Joan Llaneras Walter Pérez          | Gustavo Artacho Bruno Risi                |